# 清式營造則例
《清式營造則例》是中国建筑学家梁思成在三十年代初研究清代匠作则例中的清雍正十二年（1734年）清工部颁布的《清工部工程做法则例》的成果。此书脱稿于1932年，1934年由中国营造学社出版。自此书出版一来，此书已成为深入了解中国古代建筑的文法课本之一。

## 内容
此书并非《清工部工程做法则例》的注释，而是从中提炼出清代官式建筑的做法，其各部分构件的，名称，功能，位置和尺寸，并配以28幅现代工程绘图，83幅实物照片而成。

### 《清式營造則例》
- 清华大学建筑系前言
- 梁思成序
- 第一章 绪论  （林徽因执笔）
- 第二章 平面
- 第三章 大木：斗拱，构架
- 第四章 瓦石：台基，墙壁，屋顶
- 第五章 装修：外檐装修，内檐装修，框栏，格扇，门窗，天花
- 第六章 彩色：殿式彩画，苏式彩画
- 清式营造辞解
- 清式营造则例各件权衡尺寸
- 清式营造则例图版
- 附录：《营造算例》

### 营造算例
梁思成在三十年代初根据中国建筑师傅历代相传的清代匠作则例中《营律大木做法》、《大木分法》等术书抄本整理而成。1932年在《中国营造学社汇刊》上分三期发表。
- 第一章 斗拱大木大式做法：柱，额枋，斗拱，粱，望版，天花等。
- 第二章 大木小式做法
- 第三章 大木杂式做法：包括楼房，钟楼，鼓楼，垂花门，六角亭，八角亭，圆亭，游廊等。
- 第四章 装修
- 第五章 大式瓦作做法
- 第六章 小式瓦作做法
- 第七章 石作做法：包括台基，须弥座，台阶，勾栏等。
- 第八章 土作做法
- 第九章 桥座做法：石作，瓦作，土作等。
- 第十章 牌搂做法：木牌搂，石牌搂，琉璃牌搂。
- 第十一章 琉璃瓦料做法：琉璃影壁，琉璃花门。